# Peugeot Tipo 159

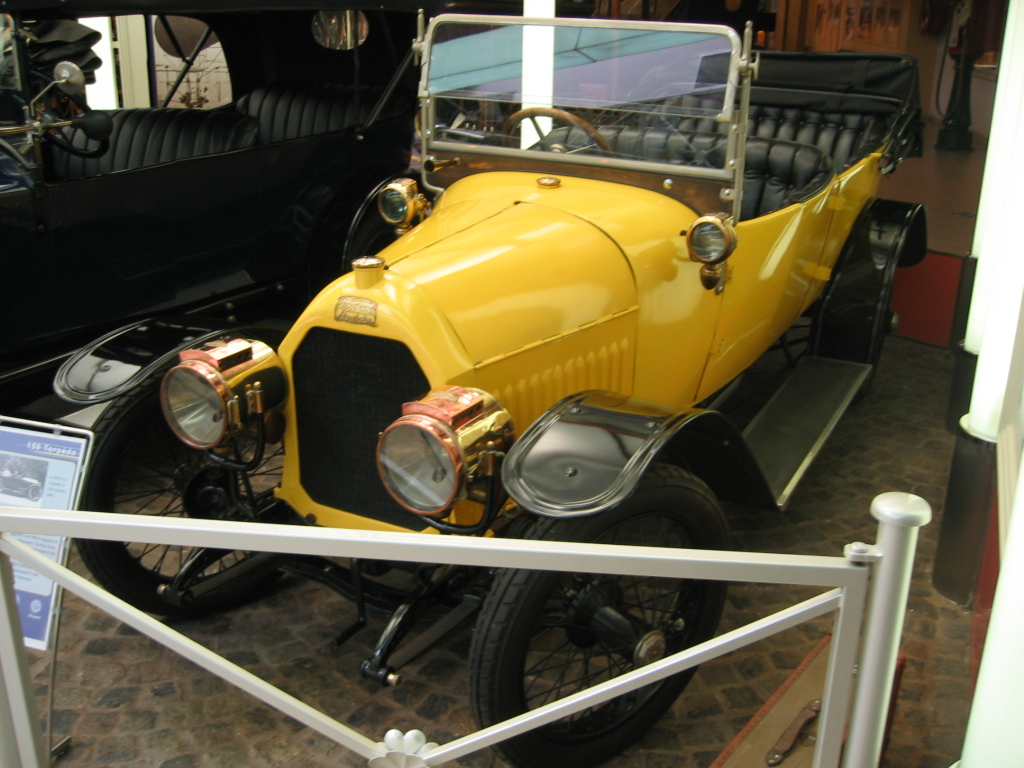
Un Peugeot Tipo 159 en el Musée Peugeot Sochaux

El Peugeot Tipo 159 es un automóvil de Peugeot producido entre 1919 y 1920. Poseía un motor de cuatro cilindros delantero de 1452 cm³ de cilindrada y tracción trasera. Su distancia entre ejes era de 2640 mm. Se produjeron unas 502 unidades. 

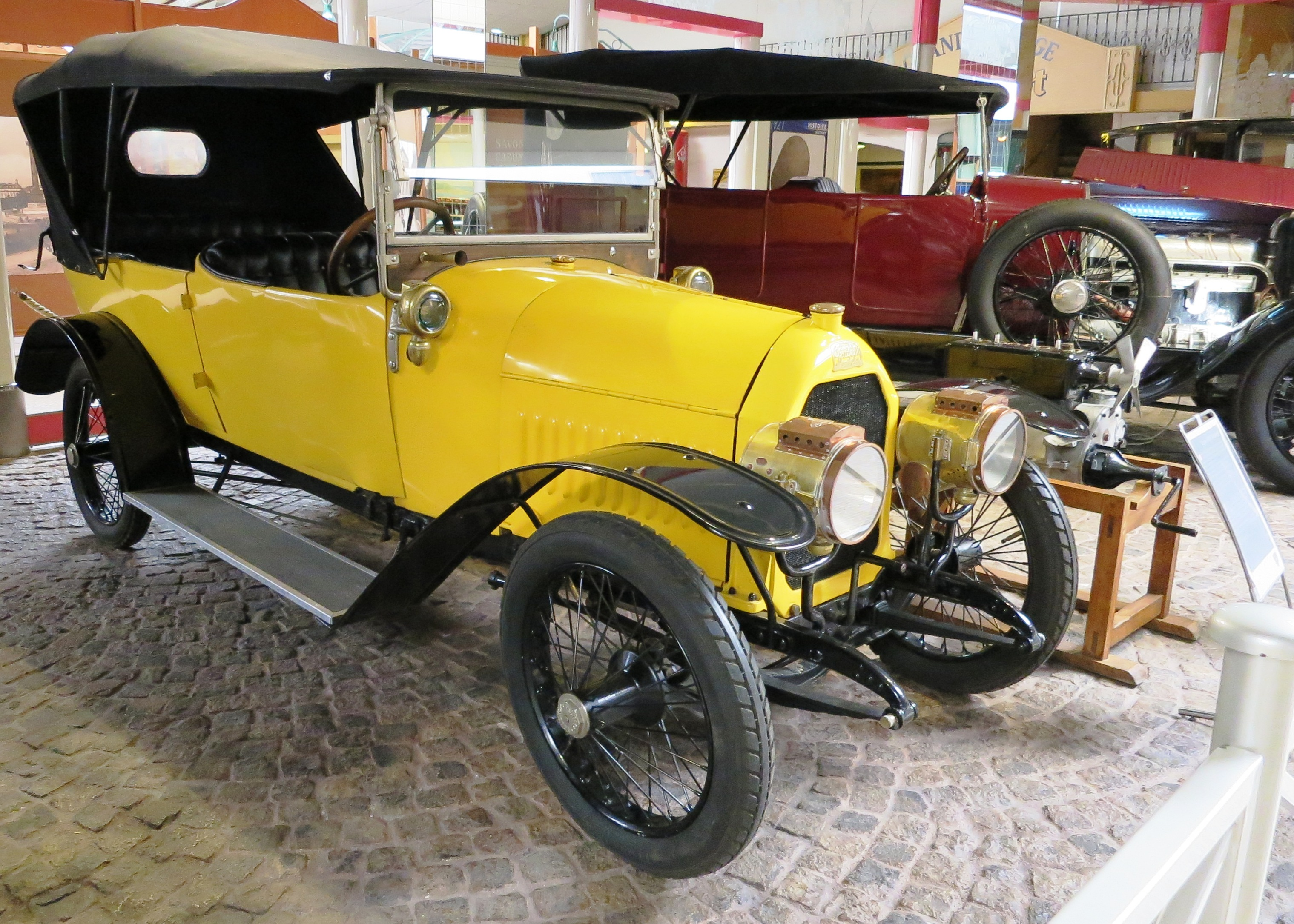
Peugeot Tipo 159